# Calder Memorial Trophy
Calder Memorial Trophy je nagrada v ligi NHL, ki se vsako leto podeli "igralcu, ki je bil izbran kot najuspešnejši v svojem prvem letu tekmovanja v NHL."  Nagrada je bila do danes podeljena 72-krat vse od 1937. Prejemnika po glasovanju izberejo člani združenja profesionalnih hokejskih novinarjev, glasovanje se opravi po koncu sezone.

## Zgodovina
Nagrada se imenuje po Franku Calderju, bivšemu predsedniku NHL, ki je bil na položaju od začetka lige (1917) do njegove smrti (1943). Čeprav so častni naslov Novinec leta podeljevali od sezone 1932/33, pa so pokal sam prvič podelili šele v sezoni 1936/37.  Po Calderjevi smrti so nagrado preimenovali v Calder Memorial Trophy v njegov spomin. 
V sezoni 1989/90 je igralec moštva Calgary Flames Sergej Makarov postal najstarejši igralec, ki je prejel nagrado. Prejel jo je namreč pri 31 letih. Makarov je sicer predhodno igral kot profesionalec v Sovjetski zvezi za moštvo HC CSKA Moskva.  Po tej sezoni so se pravila glede prejemanja nagrade spremenila do te mere, da mora biti igralec star 26 let ali mlajši, da lahko nagrado prejme. 
Da lahko prejme nagrado, igralec ni smel predhodno odigrati več kot 25 tekem v eni sezoni, niti ni smel zaigrati na več kot 6 tekmah v dveh ločenih sezonah v kateri od večjih profesionalnih lig.  Zadnje določilo je bilo najbolj znano v sezoni 1979/80, ko Wayne Gretzky kljub doseženim 137 točkam (prejšnji rekord kakega novinca je bil 95) ni smel prejeti nagrade, ker je leto pred tem celo sezono igral v WHA.  Največ nagrad do danes prejeli novinci Toronto Maple Leafsov, ki so jo osvojili 9-krat. 
Glasovanje se opravi po koncu vsake sezone, glasujejo člani združenja profesionalnih hokejskih novinarjev, vsak član izbere svojih 5 kandidatov po točkovnem sistemu 10-7-5-3-1.  Imenovani so trije finalisti, pokal se podeli po končnici lige med slavnostno prireditvijo NHL Awards (NHL nagrade). 

## Dobitniki
| C | Center   | LW | Levo krilo  |
| D | Branilec | RW | Desno krilo |
| G | Vratar   |    |             |

| Sezona    | Dobitnik           | Moštvo                | Položaj | Starost |
| --------- | ------------------ | --------------------- | ------- | ------- |
| 1932/33   | Carl Voss          | Detroit Red Wings     | C       | 25      |
| 1933/34   | Russ Blinco        | Montreal Maroons      | C       | 25      |
| 1934/35   | Sweeney Schriner   | New York Americans    | LW      | 22      |
| 1935/36   | Mike Karakas       | Chicago Black Hawks   | G       | 23      |
| 1936/37   | Syl Apps           | Toronto Maple Leafs   | C       | 21      |
| 1937/38   | Cully Dahlstrom    | Chicago Black Hawks   | C       | 24      |
| 1938/39   | Frank Brimsek      | Boston Bruins         | G       | 24      |
| 1939/40   | Kilby MacDonald    | New York Rangers      | LW      | 25      |
| 1940/41   | Johnny Quilty      | Montreal Canadiens    | C       | 19      |
| 1941/42   | Grant Warwick      | New York Rangers      | RW      | 19      |
| 1942/43   | Gaye Stewart       | Toronto Maple Leafs   | RW      | 19      |
| 1943/44   | Gus Bodnar         | Toronto Maple Leafs   | C       | 20      |
| 1944/45   | Frank McCool       | Toronto Maple Leafs   | G       | 25      |
| 1945/46   | Edgar Laprade      | New York Rangers      | C       | 25      |
| 1946/47   | Howie Meeker       | Toronto Maple Leafs   | RW      | 21      |
| 1947/48   | Jim McFadden       | Detroit Red Wings     | C       | 27      |
| 1948/49   | Pentti Lund        | New York Rangers      | RW      | 22      |
| 1949/50   | Jack Gelineau      | Boston Bruins         | G       | 24      |
| 1950/51   | Terry Sawchuk      | Detroit Red Wings     | G       | 20      |
| 1951/52   | Bernie Geoffrion   | Montreal Canadiens    | RW      | 20      |
| 1952/53   | Gump Worsley       | New York Rangers      | G       | 23      |
| 1953/54   | Camille Henry      | New York Rangers      | C       | 20      |
| 1954/55   | Ed Litzenberger    | Chicago Black Hawks   | RW      | 22      |
| 1955/56   | Glenn Hall         | Detroit Red Wings     | G       | 23      |
| 1956/57   | Larry Regan        | Boston Bruins         | RW      | 26      |
| 1957/58   | Frank Mahovlich    | Toronto Maple Leafs   | LW      | 19      |
| 1958/59   | Ralph Backstrom    | Montreal Canadiens    | C       | 20      |
| 1959/60   | Bill Hay           | Chicago Black Hawks   | C       | 23      |
| 1960/61   | Dave Keon          | Toronto Maple Leafs   | C       | 20      |
| 1961/62   | Bobby Rousseau     | Montreal Canadiens    | RW      | 21      |
| 1962/63   | Kent Douglas       | Toronto Maple Leafs   | D       | 26      |
| 1963/64   | Jacques Laperriere | Montreal Canadiens    | D       | 21      |
| 1964/65   | Roger Crozier      | Detroit Red Wings     | G       | 22      |
| 1965/66   | Brit Selby         | Toronto Maple Leafs   | LW      | 20      |
| 1966/67   | Bobby Orr          | Boston Bruins         | D       | 18      |
| 1967/68   | Derek Sanderson    | Boston Bruins         | C       | 21      |
| 1968/69   | Danny Grant        | Minnesota North Stars | RW      | 23      |
| 1969/70   | Tony Esposito      | Chicago Black Hawks   | G       | 26      |
| 1970/71   | Gilbert Perreault  | Buffalo Sabres        | C       | 19      |
| 1971/72   | Ken Dryden         | Montreal Canadiens    | G       | 24      |
| 1972/73   | Steve Vickers      | New York Rangers      | LW      | 21      |
| 1973/74   | Denis Potvin       | New York Islanders    | D       | 19      |
| 1974/75   | Eric Vail          | Atlanta Flames        | LW      | 20      |
| 1975/76   | Bryan Trottier     | New York Islanders    | C       | 19      |
| 1976/77   | Willi Plett        | Atlanta Flames        | RW      | 21      |
| 1977/78   | Mike Bossy         | New York Islanders    | RW      | 20      |
| 1978/79   | Bobby Smith        | Minnesota North Stars | C       | 20      |
| 1979/80   | Ray Bourque        | Boston Bruins         | D       | 18      |
| 1980/81   | Peter Stastny      | Quebec Nordiques      | C       | 24      |
| 1981/82   | Dale Hawerchuk     | Winnipeg Jets         | C       | 18      |
| 1982/83   | Steve Larmer       | Chicago Black Hawks   | RW      | 21      |
| 1983/84   | Tom Barrasso       | Buffalo Sabres        | G       | 18      |
| 1984/85   | Mario Lemieux      | Pittsburgh Penguins   | C       | 19      |
| 1985/86   | Gary Suter         | Calgary Flames        | D       | 21      |
| 1986/87   | Luc Robitaille     | Los Angeles Kings     | LW      | 20      |
| 1987/88   | Joe Nieuwendyk     | Calgary Flames        | C       | 21      |
| 1988/89   | Brian Leetch       | New York Rangers      | D       | 20      |
| 1989/90   | Sergej Makarov     | Calgary Flames        | RW      | 31      |
| 1990/91   | Ed Belfour         | Chicago Blackhawks    | G       | 25      |
| 1991/92   | Pavel Bure         | Vancouver Canucks     | RW      | 20      |
| 1992/93   | Teemu Selanne      | Winnipeg Jets         | RW      | 23      |
| 1993/94   | Martin Brodeur     | New Jersey Devils     | G       | 21      |
| 1994/95   | Peter Forsberg     | Quebec Nordiques      | C       | 21      |
| 1995/96   | Daniel Alfredsson  | Ottawa Senators       | RW      | 22      |
| 1996/97   | Bryan Berard       | New York Islanders    | D       | 19      |
| 1997/98   | Sergej Samsonov    | Boston Bruins         | LW      | 18      |
| 1998/99   | Chris Drury        | Colorado Avalanche    | C       | 22      |
| 1999/2000 | Scott Gomez        | New Jersey Devils     | C       | 19      |
| 2000/01   | Jevgenij Nabokov   | San Jose Sharks       | G       | 25      |
| 2001/02   | Dany Heatley       | Atlanta Thrashers     | RW      | 20      |
| 2002/03   | Barret Jackman     | St. Louis Blues       | D       | 21      |
| 2003/04   | Andrew Raycroft    | Boston Bruins         | G       | 23      |
| 2004/05   | Sezona odpovedana  | -                     | -       | -       |
| 2005/06   | Aleksander Ovečkin | Washington Capitals   | LW      | 20      |
| 2006/07   | Jevgenij Malkin    | Pittsburgh Penguins   | C       | 20      |
| 2007/08   | Patrick Kane       | Chicago Blackhawks    | RW      | 19      |
| 2008/09   | Steve Mason        | Columbus Blue Jackets | G       | 21      |